# Gene Casey
Wesley Eugene „Gene“ Casey (* 16. Januar 1933 in Fort Sill, Oklahoma; † 28. September 2003 in Los Angeles) war ein US-amerikanischer Jazzpianist, Komponist und Arrangeur.
Casey spielte um 1960 im Latin Jazz Quintet, das Shirley Scott bei ihrem Album Mucho Mucho (Prestige) begleitete. Im selben Jahr nahm er mit dem Latin Jazz Quintet und Eric Dolphy das Album Caribe auf, das auf dem Label New Jazz erschien. Kurz darauf war er für Prestige an dem Album Soul Battle beteiligt, das unter dem Namen von Oliver Nelson, King Curtis und Jimmy Forrest erschien; in der Rhythmusgrupper spielten neben Casey der Bassist George Duvivier und der Schlagzeuger Roy Haynes. Am 28. April und 7. Juli 1961 bekam er bei Prestige Gelegenheit zu Aufnahmen unter eigenem Namen, an denen George Tucker bzw. Bill Ellington (Bass), Mickey Roker (Schlagzeug) und Ray Barretto (Conga) mitwirkten, die Aufnahmen blieben jedoch unveröffentlicht. In dieser Zeit wirkte er auch bei dem Jimmy-Forrest-Album Soul Street mit. Ab den 1970er Jahren war er für Labelle als musikalischer Leiter tätig. Außerdem schrieb er mit Fredrick Oakes den Song „Lucky in Love“.